# Omolabus cearensis
Omolabus cearensis is een keversoort uit de familie bladrolkevers (Attelabidae). De wetenschappelijke naam van de soort werd in 1951 gepubliceerd door Eduard Voss.